# ADO.NET Entity Framework

ADO.NET Entity Framework в составе .NET Framework

ADO.NET Entity Framework (EF) — объектно-ориентированная технология доступа к данным, является object-relational mapping (ORM) решением для .NET Framework от Microsoft. Предоставляет возможность взаимодействия с объектами как посредством LINQ в виде LINQ to Entities, так и с использованием Entity SQL. Для облегчения построения web-решений используется как ADO.NET Data Services (Astoria), так и связка из Windows Communication Foundation и Windows Presentation Foundation, позволяющая строить многоуровневые приложения, реализуя один из шаблонов проектирования MVC, MVP или MVVM.

## История
Релиз ADO.NET Entity Framework состоялся 11 августа 2008 года в составе .NET Framework 3.5 Service Pack 1 и Visual Studio 2008 Service Pack 1. В VS 2008 вошёл EDM Wizard для реверс-инжиниринга существующих баз данных и EDM Designer для редактирования сгенерированных моделей или создания их с нуля.
23 июня 2008 года, ещё до релиза первой версии, на стадии финальной доводки Entity Framework V1, начался процесс разработки Entity Framework V2.0. По словам англ. Tim Mallalieu, менеджера программы LINQ to SQL и EF, в .NET Framework 4.0 именно Entity Framework станет рекомендуемой технологией доступа к реляционным СУБД посредством LINQ.
12 апреля 2010 года в составе релиза Visual Studio 2010 и .NET Framework 4.0 был представлена Entity Framework 4.0. Позже уже отдельно от фреймворка были представлены версии: 4.1 (апрель 2011), 4.2 (октябрь 2011), 4.3 (февраль 2012).
11 августа 2012 года была представлена версия 5.0.0, которая была предназначена для .NET Framework 4.5. А 17 октября 2013 года была представлена версия 6.0, которая вышла под лицензией Apache License v2, тем самым став open-source проектом.
Версия 6.0 была выпущена 17 октября 2013 года и сейчас это проект с открытым исходным кодом под лицензией Apache License v2. В версии 6.0 был сделан ряд улучшений в поддержке метода работы Code First.

## Entity SQL
Entity SQL представляет собой язык, подобный языку SQL, который позволяет выполнять запросы к концептуальным моделям в Entity Framework.

## LINQ to Entities
Это альтернативный интерфейс LINQ API, используемый для обращения к базе данных. Он отделяет сущностную объектную модель данных от физической базы данных, вводя логическое отображение между ними. Так, например, схемы реляционных баз данных не всегда подходят для построения объектно-ориентированных приложений и в результате мы имеем объектную модель приложения, существенно отличающуюся от логической модели данных, в этом случае используется LINQ to Entities, который использует модель EDM (Entity Data Model). То есть, если вам нужно ослабить связь между вашей сущностной объектной моделью данных и физической моделью данных, например, если ваши сущностные объекты конструируются из нескольких таблиц или вам нужна большая гибкость в моделировании ваших сущностных объектов используйте LINQ to Entities Архивная копия от 27 октября 2009 на Wayback Machine.

## Подходы в EF
Изначально с самой первой версии Entity Framework поддерживал подход Database First, который позволял по готовой базе данных сгенерировать модель edmx. Затем эта модель использовалась для подключения к базе данных. Позже был добавлен подход Model First. Он позволял создать вручную с помощью визуального редактора модель edmx, и по ней создать базу данных. Начиная с 5.0 предпочтительным подходом становится Code First. Его суть - сначала пишется код модели на C#, а затем по нему генерируется база данных. При этом модель edmx уже не используется.